# Jelse Odde
Jelse Odde er en 1,5 km lang odde ud for  nordenden af halvøen Lundø  i Limfjorden. Den danner ved sydenden af Hvalpsund den sydlige afgrænsning af indsejlingen til Lovns Bredning, og på vestsiden  nordenen af Skive Fjord. Nordenen af Lundø og odden blev fredet i 1965. Man kan gå på stenrevet ved lavvande. 

## Beskrivelse
Nordspidsen af Lundø er ganske flad. Her er strandsøer med tilhørende strandenge, strandvolde og krumodder.  Jelse Odde er en smal sandodde, som er hvileplads for flokke af havfugle, især sølvmåge, svartbag og skarv. Af og til kan spættet sæl finde hvile på det øde rev. Syd for fredningen ligger sommerhusområdet Lundø omgivet af plantage. 

## Plantelivet
På nordspidsen af Lundø findes en mosaik af plantesamfund knyttet til sandede kyster og strandsøer. På strandene kan man finde Bidende Stenurt, Strandarve Sandkryb og Almindelig stedmoderblomst. På de højere sandflader findes sammenhængende bevoksninger af græsser iblandet Strand-Malurt, Strand-Asters, Strand-Mælde og Almindelig røllike. Rynket rose danner lave, udbredte krat. Strandsøerne midt i fredningen rummer bevoksninger af Tagrør og Strand-Kogleaks brudt af åbne slikflader. Her forekommer Kryb-Hvene, kveller, Strand-Annelgræs og Harril.

## Naturbeskyttelse
Fredningen af nordspidsen af Lundø i 1965 sikrede et værdifuldt landskab ved Limfjorden. Fredningen dækker 23 hektar og området skal bevares i sin nuværende tilstand. Det er ikke tilladt at opføre bebyggelse samt at foretage terrænændringer og beplantninger. Området er jagtfrit. 
Jelse Odde er en del af Natura 2000 -område nr. 30 Lovns Bredning, Hjarbæk Fjord og Skals Ådal  under Natura 2000 projektet, og er både fuglebeskyttelsesområde og EU-habitatområde.

## Eksterne kilder og henvisninger
1. ↑  Natura 2000-område 30: Lovns Bredning, Hjarbæk Fjord og Skals Ådal (H30, F14, F24) (Webside ikke længere tilgængelig)

- Om fredningen på fredninger.dk
- Kort

|  | Denne artikel om lokaliteten Jelse Odde kan blive bedre, hvis der indsættes et (bedre) billede. Du kan hjælpe ved at afsøge Wikimedia Commons for et passende billede eller lægge et op på Wikimedia Commons med en af de tilladte licenser og indsætte det i artiklen. |

56°39′19.37″N 9°9′6.82″Ø / 56.6553806°N 9.1518944°Ø